# 読売日本交響楽団
公益財団法人読売日本交響楽団（よみうりにっぽんこうきょうがくだん、英語: Yomiuri Nippon Symphony Orchestra, Tokyo）は、日本のオーケストラ。新聞社が母体となるオーケストラは、世界でもこの楽団だけである。日本オーケストラ連盟正会員。愛称は「読響（よみきょう）」。

## 沿革
1962年4月に、読売新聞社（現：読売新聞東京本社）、日本テレビ放送網、讀賣テレビ放送の3社が母体となって設立されたオーケストラである。同年9月に最初の公演を開催した。1967年には、アメリカの指揮者アーサー・フィードラー指揮による初の海外公演（アメリカ・カナダ）を挙行した。1968年にはペンデレツキの「ルカ受難曲」日本初演で、日本のオーケストラでは初めて「芸術祭賞」を得た。1979年から1995年にかけてはゲンナジー・ロジェストヴェンスキーによるショスタコーヴィチの交響曲全曲演奏を、世界で初めて同一オーケストラ、同一都市で実施した。1982年、1988年、1992年にはそれぞれ三善晃、武満徹、西村朗に作品を委嘱し、世界初演を行った。2001年からは常任指揮者ゲルト・アルブレヒトの発案により「日本人若手作曲家委嘱シリーズ」を開始、望月京ら若手作曲家の委嘱作品を年に1曲のペースで初演した。アルブレヒトの退任後はこのシリーズは終了したが、新作の委嘱・初演は正指揮者であった下野竜也時代にも活発に続いていた。また2002年にはワーグナーの「パルジファル」を日本では久しぶりに舞台上演。2003年には三島由紀夫の原作に基づくハンス・ヴェルナー・ヘンツェのオペラ「午後の曳航」の世界初演も行った。
かつてはウィーン・フィルハーモニー管弦楽団やベルリン・フィルハーモニー管弦楽団（いずれも当時）と同様に、団員を男性に限定していた。これは、音楽大学卒業者の女性比率が高い日本では異色であったが、現在は女性にも門戸を開いている。
2018年4月に1965年から使用していた同市多摩区にあった旧練習場から川崎市麻生区の小田急多摩線黒川駅隣接地に建設した新練習場に移転した。また、同年11月3日より麻生区の「しんゆり・芸術のまち」の活動の一環として、黒川駅の列車接近メロディや駅構内BGMに読響が演奏するクラシック音楽が用いられる

## 設立の経緯
1961年、読売新聞社の招聘によるパリ・オペラ座「カルメン」の来日公演が実現した。当時の外来オペラの来日公演は、主役級歌手と指揮者が本国から来日するのみであり、オーケストラと合唱は現地（すなわち日本）で用意することが慣例であった。しかし1961年当時の読売新聞グループは傘下にオーケストラがなく、オーケストラの調達に苦労した末、いわばライバルであったフジテレビ・文化放送傘下(当時)の日本フィルハーモニー交響楽団（旧日本フィル）に依頼せざるを得なかった。この出来事が「屈辱的であった」とする意見が読売新聞グループ内から出たこともあり、自前のオーケストラを持つことが急務とされた。
なお、設立に際しその名称が「読売交響楽団」ではなく「読売日本交響楽団」とされたのには、正力松太郎の「一新聞社の枠を超えた、日本を代表するオーケストラに育って欲しい」という想いが込められているという。したがって「日本」の2文字に深い意味がある以上、その略称は「読響」よりも「読売日響」とすることが妥当と言える。事実、世間では「読響」の愛称で親しまれていたにもかかわらず、読響側はチラシやパンフレットに「読売日響」の表記を用い続けていた。しかし2011/12年シーズンからは読響側もチラシやパンフレットに「読響」の表記を使用するようになった（ただし2011年以前も、テレビ番組「深夜の音楽会」のサブタイトルは「読響Symphonic Live」となっていた）。

## 公演

### 主な主催公演
- サントリーホール
  - 定期演奏会（年10回）
  - サントリーホール名曲シリーズ（年10回）
- 東京芸術劇場
  - 土曜マチネーシリーズ（年10回）
  - 日曜マチネーシリーズ（年10回）（土曜マチネーシリーズと同じプログラム）
- 横浜みなとみらいホール
  - みなとみらいホリデー名曲シリーズ（年8回）
- ザ・シンフォニーホール（大阪）
  - 大阪定期演奏会（年3回）
- アクロス福岡
  - ≪名曲シリーズ≫福岡公演（年1回）
- よみうり大手町ホール
  - 読響アンサンブル・シリーズ（団員による室内楽。年4回）
- その他
  - 「第九」特別演奏会（年1回）
  - 読響サマーフェスティバル≪三大交響曲≫（年1回）
  - 読響サマーフェスティバル≪三大協奏曲≫（年1回）

## 放送
1963年より日本テレビで関連番組を放送している。1984年から96年までの「読響オーケストラハウス」では、美術の「美の世界 アートNOW」と交互（隔週）で月曜未明に放送されていた。現在は毎月第3水曜日の翌日未明2:29 - 3:29 (JST) に日本テレビで「読響シンフォニックライブ」（2021年4月～2024年3月は「読響プレミア」、2024年4月以降は「読売日本交響楽団 粗品と絶品クラシック」）を放送している。これは読響の主催公演にテレビカメラを入れて収録するほか、年に3回ほど日本テレビ主催による公開収録も行われる。この他、年末には特別番組として「ベートーヴェン第九コンサート」も放送される。

## 指揮者
結成当初から「海外からの著名指揮者招聘」を掲げ、結成直後には作曲家アラム・ハチャトゥリアンの指揮による、名ヴァイオリニスト・レオニード・コーガンとの共演を行い、国際的にもハイレベルなオーケストラであることが認められる。以後レオポルド・ストコフスキー、ハンス・シュミット＝イッセルシュテット、ウィレム・ヴァン・オッテルロー、アンタル・ドラティ、ギュンター・ヴァント、セルジュ・チェリビダッケ、ロリン・マゼール、シャルル・デュトワ、ブルーノ・ヴァイル、ガリー・ベルティーニ、ズービン・メータ、ムスティスラフ・ロストロポーヴィチ、ヴァレリー・ゲルギエフなど世界でも一流の指揮者が同オーケストラと共演した。現在でも、ユーリ・テミルカーノフやレイフ・セーゲルスタム、オスモ・ヴァンスカ、上岡敏之などが定期的に客演している。なお、カール・ベームも1979年に招聘されていたが、ベームの病によりキャンセルしている。また、先に挙げたハチャトゥリアンやヘンツェなど、作曲家が自作の演奏を指揮することも多い。
歴代の常任指揮者にも当時の東ドイツの名指揮者ハインツ・レーグナーや若杉弘など著名な指揮者の名が挙がる。第7代のゲルト・アルブレヒトは徹底的なトレーニングをオーケストラに課して演奏レベルを格段に引き上げたほか、現代音楽にも積極的に取り組み、またレコーディングや欧州ツアーも行ってオーケストラのステータスを高めた。第8代のスタニスラフ・スクロヴァチェフスキはブルックナーやブラームスの演奏が聴衆から支持され、そのライヴ録音が度々「レコード芸術」特選になった。第9代のシルヴァン・カンブルランは毎シーズン、自身が指揮する定期演奏会にテーマを設け、2010/11年シーズンは「ペレアスとメリザンド」、2011/12年シーズンは「ロメオとジュリエット」であった。2006年には正指揮者のポストが新設され下野竜也が就任、ヒンデミットの作品を集中的に取り上げたほか、同一の日本人指揮者と同一の日本のオーケストラとしては初となるドヴォルザークの交響曲全曲演奏を実現した。
指揮者の人選としては比較的ドイツ志向が強く（日本のオーケストラとしては際立ってというほどではないが）、2019年就任のセバスティアン・ヴァイグレを含めると歴代常任指揮者10人中5人がドイツ人、他にデ・ブルゴスもドイツ系スペイン人である。

### 現在の指揮者陣
常任指揮者
- セバスティアン・ヴァイグレ（2019年4月就任）

首席客演指揮者
- ユライ・ヴァルチュハ（2024年4月就任）

指揮者／クリエイティヴ・パートナー
- 鈴木優人（2020年4月就任）

桂冠指揮者
- シルヴァン・カンブルラン（2019年4月就任）

名誉客演指揮者
- 尾高忠明（1998年4月就任）

特別客演指揮者
- 小林研一郎（2011年8月就任）

### 歴代常任指揮者
- ウィリス・ページ（初代、1962年4月 - 1963年3月）[2]
- オットー・マッツェラート（第2代、1963年9月 - 1963年11月(没)）[2]
- 若杉弘（第3代、1972年2月 - 1975年3月）[2]
- ラファエル・フリューベック・デ・ブルゴス（第4代、1980年4月 - 1983年10月）[2]
- ハインツ・レーグナー（第5代、1984年1月 - 1989年12月）[2]
- 尾高忠明（第6代、1992年4月 - 1998年3月）[2]
- ゲルト・アルブレヒト（第7代、1998年4月 - 2007年3月）[2]
- スタニスラフ・スクロヴァチェフスキ（第8代、2007年4月 - 2010年3月）[2]
- シルヴァン・カンブルラン（第9代、2010年4月 - 2019年3月）[5]
- セバスティアン・ヴァイグレ（第10代、2019年4月 - ）[9]

## 委嘱作品
読売日本交響楽団は、特に21世紀に入ってから新作の委嘱・初演を活発に行っている。委嘱作品は以下の通り。
| 作曲家                             | 作品名                       | 初演日                  | 初演指揮者                               | 備考 |
| ---------------------------------- | ---------------------------- | ----------------------- | ---------------------------------------- | --- |
| 三善晃                             | アン・ソワ・ロワンタン       | 1982年12月8日           | ラファエル・フリューベック・デ・ブルゴス | 創立20周年記念委嘱作品 |
| 武満徹                             | トゥイル・バイ・トワイライト | 1988年3月8日            | ハインツ・レーグナー                     | 創立25周年記念委嘱作品 |
| 西村朗                             | 星曼荼羅                     | 1992年4月25日           | 尾高忠明                                 | 創立30周年記念委嘱作品 |
| 伊東乾                             | 交響楽                       | 2001年7月6日            | ゲルト・アルブレヒト                     | |
| 望月京                             | メテオリット―隕石群          | 2002年6月28日           | ゲルト・アルブレヒト                     | 日本人若手作曲家委嘱シリーズ第1作 創立40周年記念委嘱作品 |
| 菱沼尚子                           | エルドラド                   | 2003年7月5日            | ゲルト・アルブレヒト                     | 日本人若手作曲家委嘱シリーズ第2作 |
| 斉木由美                           | アントモフォニーⅢ            | 2004年6月12日           | ゲルト・アルブレヒト                     | 日本人若手作曲家委嘱シリーズ第3作 |
| 猿谷紀郎                           | ここに慰めはない             | 2005年5月27日           | ゲルト・アルブレヒト                     | 日本人若手作曲家委嘱シリーズ第4作 第54回尾高賞受賞作 |
| 原田敬子                           | アザー・サイドⅡ              | 2006年7月1日            | ゲルト・アルブレヒト                     | 日本人若手作曲家委嘱シリーズ第5作 |
| 細川俊夫                           | ダンス・イマジネール         | 2007年10月22日          | 下野竜也                                 | 創立45周年記念委嘱作品 |
| 山根明季子                         | ヒトガタ                     | 2008年5月19日           | 下野竜也                                 | |
| 藤倉大                             | アトム                       | 2009年4月7日            | 下野竜也                                 | |
| スタニスラフ・スクロヴァチェフスキ | Music for Winds              | 2010年3月19日(日本初演) | スタニスラフ・スクロヴァチェフスキ       | ミネソタ管弦楽団、ザールブリュッケン・カイザースラウテルン・ドイツ放送フィルハーモニー管弦楽団他との共同委嘱作品 世界初演は2009年12月11日ザールブリュッケンにて、作曲者指揮のザールブリュッケン・カイザースラウテルン・ドイツ放送フィルハーモニー管弦楽団による |
| 池辺晋一郎                         | 多年生のプレリュード         | 2011年1月22日           | 下野竜也                                 | 第500回定期演奏会記念委嘱作品 |
| ハンス・ツェンダー                 | 般若心経                     | 2012年10月27日          | シルヴァン・カンブルラン                 | 創立50周年記念委嘱作品 |
| 酒井健治                           | ブルーコンチェルト           | 2014年12月4日           | シルヴァン・カンブルラン                 | |
| 鈴木優人                           | THE SIXTY                    | 2023年3月9日            | 鈴木優人                                 | 創立60周年記念委嘱作品 |